# اصلة (مقاطعة فامنين)
اصلة (بالفارسية: اصله) هي قرية تقع في قسم مفتح الريفي (مقاطعة فامنين) في إيران. يقدر عدد سكانها بـ 2,260 نسمة .